# 모리 체이킨
모리 체이킨(Maury Chaykin, 1949년 7월 27일 ~ 2010년 7월 27일)은 캐나다의 배우이다.

## 출연 작품
- 내 마음의 수호천사
- 이완 맥그리거의 인질
- 마우스 헌트
- 마이 히어로
- 미스터리 알래스카